# توماس ديفيس (سياسي من جزر كوك)
السير توماس روبرت ألكسندر هاريس KBE (11 يونيو 1917 - 23 يوليو 2007) كان رجل دولة وباحثًا طبيًا في جزر كوك. شغل منصب رئيس وزراء جزر كوك من عام 1978 إلى مارس 1983، ومرة أخرى من نوفمبر 1983 إلى يوليو 1987. عمل أيضًا كضابط طبي، وباحث طبي في الجيش الأمريكي ووكالة ناسا. كان أحد مؤسسي جمعية جزر كوك للرحلات البحرية وقام ببناء العديد من السفن المتماثلة وأبحر فيها، بما في ذلك تاكيتومو وتي أو أو تونجا.

## الحياة المبكرة والتعليم
وُلِد ديفيس في جزيرة راروتونجا وتلقى تعليمه في كلية كينجز، أوكلاند. كان أول خريج طب من جزر كوك في نيوزيلندا، حيث أنهى دراسته في جامعة أوتاجو عام 1945. تقدم بطلب للحصول على وظيفة ضابط طبي في جزر كوك، وبعد رفضه عدة مرات بسبب العنصرية من جانب المسؤولين الاستعماريين، تم تعيينه في النهاية. بصفته ضابطًا طبيًا، أعاد تنظيم النظام الصحي في البلاد، وأنشأ مدرسة للتمريض واتخذ تدابير للسيطرة على مرض السل. في عام 1948، وبعد إكماله دورة الدراسات العليا في الطب الاستوائي في جامعة سيدني، تم تعيينه رئيسًا طبيًا.:65
وفي عام 1952، تمت دعوته للدراسة في جامعة هارفارد في الولايات المتحدة. قام برحلته مع زوجته وأطفاله على متن يخت، عبر بيرو وقناة بنما. وقد تم توثيق الرحلة من قبل زوجته، ليديا ديفيس، في سلسلة من المقالات التي نشرت في الصحف النيوزيلندية. وذكرت أنهم "تم الترحيب بهم في بوسطن كأبطال".
في جامعة هارفارد، أكمل ديفيس درجة الماجستير في الصحة العامة، قبل الانضمام إلى وزارة التغذية في الولايات المتحدة والعمل في القوات المسلحة الأمريكية. في عام 1958 تم تعيينه مديرًا لقسم الطب البيئي في مختبر الأبحاث الطبية التابع للجيش الأمريكي في فورت نوكس. انضم لاحقًا إلى وكالة ناسا للعمل في برنامج الفضاء قبل العمل مع آرثر دي ليتل كطبيب أبحاث.

## المسيرة السياسية
عاد ديفيس إلى جزر كوك في عام 1971 لدخول عالم السياسة. أسس الحزب الديمقراطي لجزر كوك في عام 1971، وانتُخب في الجمعية التشريعية في انتخابات عام 1972، ليصبح زعيمًا للمعارضة. تم ترشيحه لمنصب نائب رئيس جامعة جنوب المحيط الهادئ في عام 1974،  لكنه خسر في النهاية أمام جيمس ماراج. أعيد انتخابه في انتخابات عام 1974.
لقد خسر مقعده في البداية في انتخابات عام 1978، ولكن أعيد تعيينه بعد أن وجدت عريضة انتخابية أن رئيس الوزراء ألبرت هنري استخدم أموال الحكومة بشكل فاسد لجلب الناخبين وتأمين الأغلبية. وطُلب من ديفيس بعد ذلك تشكيل حكومة وأدى اليمين الدستورية كرئيس للوزراء. كان أحد أول إجراءاته كرئيس للوزراء هو منع "معالج السرطان" المولود في جمهورية التشيك ميلان بريش من دخول مستشفى راروتونجا ومنعه من العودة إلى جزر كوك. بصفته رئيسًا للوزراء، سعى إلى تحقيق الاستقلال الاقتصادي، وخفض عجز الحكومة، واستكشف دون جدوى الانضمام إلى اتفاقية لومي للحصول على مساعدات من الجماعة الاقتصادية الأوروبية.
في عام 1979، استبدل العلم القديم لجزر كوك المكون من 15 نجمة صفراء على خلفية خضراء بالعلم الأزرق لجزر كوك. في عام 1982، تم اعتماد " Te Atua Mou E " كنشيد وطني لجزر كوك، ليحل محل " دافع الله عن نيوزيلندا". كتب ديفيس موسيقى أغنية "Te Atua Mou E" وكتبت زوجته كلمات الأغاني.
بعد هزيمته في انتخابات مارس 1983، أصبح ديفيس زعيمًا للمعارضة مرة أخرى. أدى انشقاق وزير الحكومة تابوي هنري عن الحكومة بعد ستة أشهر إلى إجراء انتخابات ثانية، والتي أعادت ديفيس إلى السلطة. في عام 1984، أجبره انشقاق فينسنت إنغرام على الدخول في ائتلاف غير مريح مع حزب جزر كوك بقيادة جيفري هنري. غادر هنري الائتلاف بعد ذلك، لكن خمسة أعضاء في البرلمان ظلوا، مما منح ديفيس الأغلبية.
في عام 1985، في اجتماع منتدى جنوب المحيط الهادئ، أعلن، في المقام الأول من أجل كسب التأييد الانتخابي المحلي وفي "غباء أحمق"، أن جزر كوك سوف تعيد النظر في علاقتها مع نيوزيلندا. وقال ديفيد لانج، الذي كان يكره ديفيس، إنه إذا أرادت جزر كوك الاستقلال، فسوف يقطع المساعدات ويزيل حقوق المواطنة النيوزيلندية. قال لانج أيضًا "ربما نستطيع استخدام سفينة أوريون مستعملة بسعر منخفض حتى تتمكن من القيام بمراقبة بحرية خاصة بك." بعد انهيار اتفاقية أنزوس بسبب سياسة نيوزيلندا المناهضة للطاقة النووية، أعلن ديفيس حياد جزر كوك لأن نيوزيلندا لن تكون قادرة على الدفاع عنها. عارض ديفيس بعد ذلك عرضًا قدمته نيوزيلندا لإجراء تدريبات عسكرية في جزر كوك لإثبات قدرتها، لكن مجلس الوزراء رفض معارضته.
في 3 أغسطس 1986  أصبح ديفيس أول رئيس حكومة يتشاور رسميًا مع بيت العدل الأعظم، المؤسسة الحاكمة العليا للدين البهائي. 
تم عزله من منصبه كرئيس للوزراء في 29 يوليو 1987 بعد فشله ثلاث مرات في تمرير الميزانية من خلال البرلمان. استقال من منصبه كزعيم للحزب الديمقراطي بعد خسارته مقعده في البرلمان في انتخابات عام 1994.
بعد تركه للسياسة، دعا ديفيس إلى إنشاء مجتمع اقتصادي بولينيزي. في عام 2004، تم تعيينه المفوض السامي لجزر كوك في نيوزيلندا.

## الحياة الشخصية

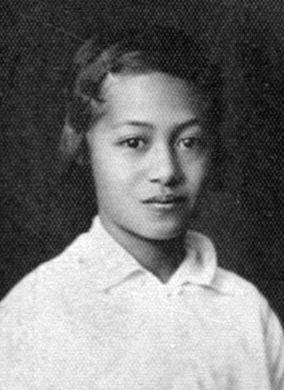
زوجة ديفيس الثانية، با تيبيرو تيريتو أريكي، عندما كانت طفلة في عام 1934

شارك ديفيس في تأليف السيرة الذاتية دكتور الجزر (1955) ورواية ماكوتو (1960) مع زوجته الأولى، النيوزيلندية ليديا ديفيس. بعد طلاقها في يونيو 1978، تزوج من با تيبارو تيريتو أريكي، الزعيم الأعلى لقبيلة تاكيتومو في جزر كوك، في عام 1979. كان لها تسعة أبناء، ثلاثة أولاد وستة بنات، من زواج سابق من جورج آني ريما بيروكس. كان با تيريتو قد أصبح بهائيًا في الخمسينيات من القرن العشرين؛ وفي وقت ما بعد عام 1986، انضم ديفيس إلى الديانة البهائية. في عام 2000، تزوج ديفيس للمرة الثالثة من الأمريكية كارلا كاساتا، لكنهما انفصلا قبل عشرة أشهر من وفاته.
كان ديفيس بحارًا شغوفًا منذ الطفولة وكان مهتمًا بالملاحة البولينيزية. في عام 1992، قام ببناء نسخة طبق الأصل من فاكا تاكيتومو لمهرجان الفنون المحيط الهادئ السادس. أبحر بها لاحقًا إلى تاهيتي. كان أحد مؤسسي جمعية رحلات جزر كوك وفي عام 1994 قاد تصميم وبناء سفينة فاكا تي أو أو تونجا، والتي أبحرت بعد ذلك إلى ساموا.  في عام 1998 أبحر على متن نوكيا في سباق اليخوت من سيدني إلى هوبارت عام 1998.
توفي ديفيس في عام 2007 في راروتونجا، عن عمر يناهز 90 عامًا.

## الأوسمة والجوائز
في عام 1977، حصل ديفيس على ميدالية اليوبيل الفضي للملكة إليزابيث الثانية. تم تعيينه قائدًا فارسًا في وسام الإمبراطورية البريطانية، لخدماته في مجال الطب وشعب جزر كوك، في حفل تكريمات رأس السنة الجديدة عام 1981. منحته جامعة أوتاجو درجة الدكتوراه الفخرية في القانون في عام 2005.

## قراءة إضافية
- Davis، Tom؛ Davis، Lydia (1954). Doctor to the islands. Little, Brown & Company.
- Davis، Tom (1992). Island boy : an autobiography. University of South Pacific.